# Peter van de Kamp
Peter (Piet) van de Kamp (Kampen, 26 december 1901 - Amsterdam, 18 mei 1995), was een Nederlandse astronoom die het grootste deel van zijn leven in de Verenigde Staten werkte. Hij was professor in de astronomie aan het Swarthmore College en van 1937 tot 1972 directeur van het Sproul Observatory. Hij was gespecialiseerd in astrometrie. Zo bestudeerde hij de parallax en eigenbewegingen van sterren. In de jaren 60 stelde hij vast dat de Ster van Barnard een planetenstelsel moest hebben, wat hij baseerde op gemeten afwijkingen in de eigenbeweging van die ster. Soortgelijke verschijnselen zag hij ook bij de ster 61 Cygni. Tegenwoordig is men van mening dat deze afwijkingen niet echt waren en veroorzaakt werden door systematische meetfouten. Op 14 november 2018 maakte het Red Dots project bekend dat er inderdaad een planeet rondom de Ster van Barnard aanwezig is, die echter minder massief is dan van de Kamp had voorgesteld (een superaarde in plaats van gasreuzen). In 2021 bleek dat ook deze planeet niet bestaat, maar in 2024 werden vier planeten gevonden rond deze ster. 
Van de Kamp studeerde aan de Universiteit van Utrecht en werkte daarna met Pieter Johannes van Rhijn aan het Kapteyn Instituut in Groningen. In 1923 vertrok hij voor een jaar naar het Leander McCormick Observatory aan de University of Virginia, ondersteund door het Draper Fund of the National Academy of Sciences. Daar assisteerde hij Samuel Alfred Mitchell met zijn omvangrijke stellar parallax programma en Harold Alden met het Boss project. 
Het volgende jaar ging Van de Kamp als Kellogg fellow naar het Lick Observatory in Californië. Daar ontving hij in juni 1925 zijn Ph.D. in astronomie van de University of California op een proefschrift met de titel A determination of the Sun's velocity with respect to stars of magnitude 9 to 10. Hij promoveerde in 1926 ook bij van Rhijn aan de Universiteit van Groningen. De titel van zijn proefschrift was De zonsbeweging met betrekking tot apparent zwakke sterren. Van de Kamp keerde terug naar McCormick op 1 oktober 1925 om de positie van Harold Alden over te nemen, die net directeur van het zuidelijke station van het Yale University Observatory in Johannesburg, Zuid-Afrika was geworden.
Zijn werk bestond uit het voortzetten van de metingen van parallax en eigenbewegingen die hij met Alden was begonnen. Van de Kamp en Alexander N. Vyssotsky maten in acht jaar 18,000 eigenbewegingen. Hij werkte ook aan kleinere projecten, waaronder een onderzoek van absorptie van licht binnen de Melkweg.
In 1972 pensioneerde hij in Swarthmore en keerde terug naar Nederland, waar hij Fulbright Professor aan de Universiteit van Amsterdam werd. Hij overleed op 18 mei 1995 op 93-jarige leeftijd in Amsterdam.
In 1982 ontving hij de Prix Jules-Janssen van de Société astronomique de France.
In 2009 werd een nieuw observatorium aan Swarthmore College naar hem genoemd.
De planetoïde (1965) van de Kamp is naar hem genoemd.

## Muziek
Van de Kamp was ook muzikant. Hij speelde de piano, viool en altviool. Hij hielp bij het organiseren van een orkest in Charlottesville, waarvan hij dirigent was en waarin mede-astronoom Alexander Vyssotsky speelde. Hij componeerde zowel orkestmuziek als pianomuziek. Van 1944 tot 1954 was hij dirigent van het Swarthmore College Symfonieorkest. Hij zegt dat zijn leukste muzikale herinnering het spelen van kamermuziek met Einstein was.